# Astacilla eminentia
Astacilla eminentia är en kräftdjursart som beskrevs av Brian Frederick Kensley 1984. Astacilla eminentia ingår i släktet Astacilla och familjen Arcturidae. Inga underarter finns listade i Catalogue of Life.